# Monumento Natural das Portas de Ródão

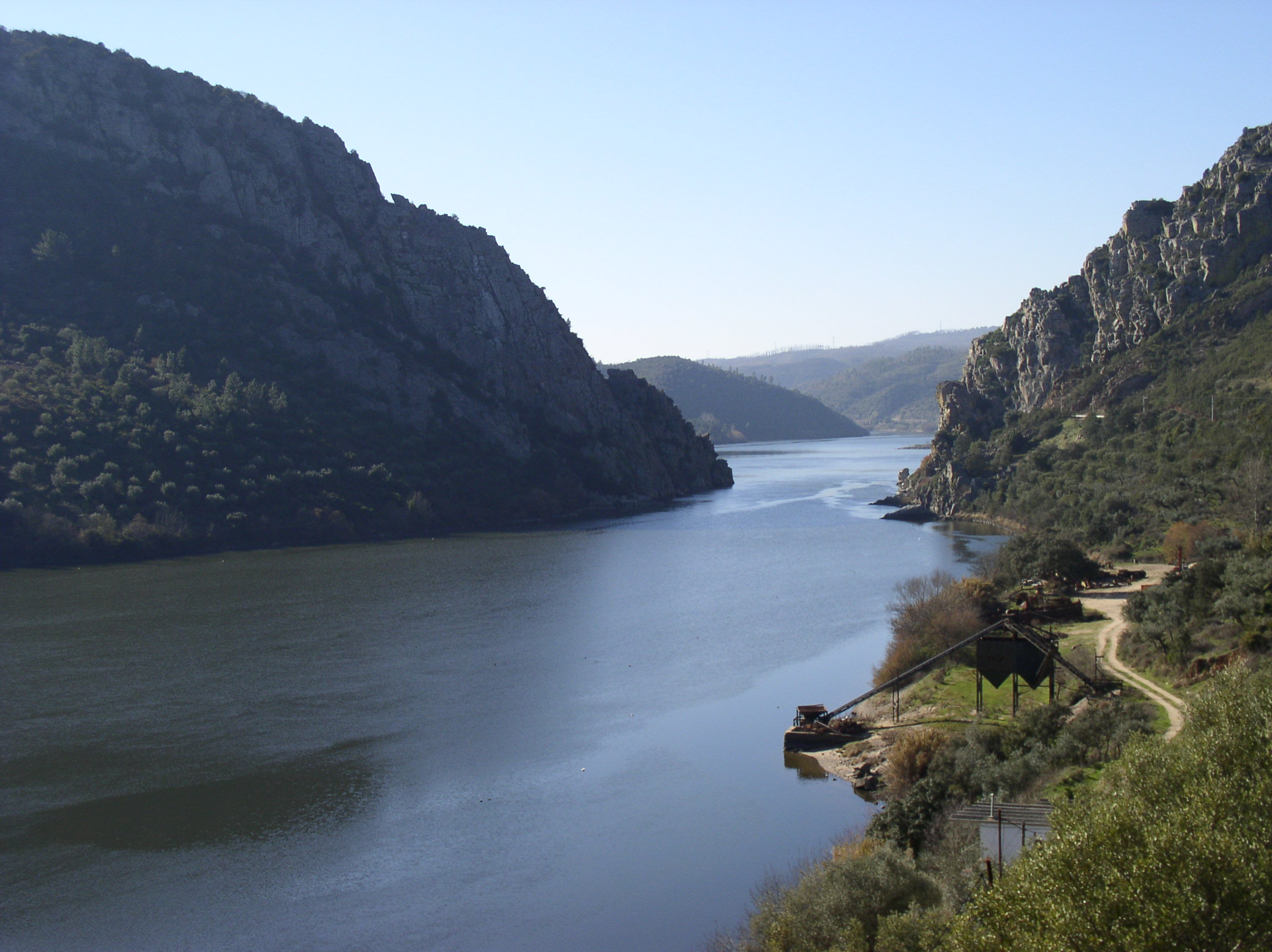
Portas de Ródão – vista para jusante

As Portas de Ródão são uma formação geológica situada perto de Vila Velha de Ródão, resultante da intersecção do duro relevo quartzítico da Serra das Talhadas com o curso do rio Tejo. Neste local há um estreitamento do vale, que aqui corre entre duas paredes escarpadas, que atingem cerca de 170 m de altura, fazendo lembrar duas "portas", uma a norte no Distrito de Castelo Branco, Beira Baixa, e outra a sul no Município de Nisa, Distrito de Portalegre, Alto Alentejo.
O encaixe do Tejo começou por erosão remontante, há cerca de 2,6 milhões de anos, aproveitando acidentes tectónicos associados à falha do Pônsul, e decorreu em várias etapas, reflectidas em terraços fluviais e plataformas embutidas por erosão, mais visíveis na margem direita a montante das Portas.
O grande lago e as grandes profundidades imediatamente a jusante das Portas testemunham a imponência da queda de água que aqui terá existido antes de se atingir a actual fase de equilíbrio.
No topo da "porta" norte, que é facilmente acessível por estrada, situa-se o pequeno Castelo do Rei Wamba. Deste local vislumbra-se um vasto panorama sobre o vale do Tejo a jusante das Portas, com o Conhal do Arneiro, na margem esquerda, e o povoado paleolítico de Vilas Ruivas, na margem direita.
As Portas de Ródão são igualmente um local privilegiado de observação da avifauna, servindo de habitat à maior colónia de grifos de Portugal, assim como à cegonha-preta ou ao milhafre-real.
É um dos geossítios do Geoparque Naturtejo da Meseta Meridional.